# Juryj Cichamirau
Juryj Cichamirau (biał. Юрый Ціхаміраў, ros. Юрий Тихомиров, Jurij Tichomirow; ur. 27 stycznia 1978) – białoruski piłkarz, grający na pozycji obrońcy.
Ma w swoim dorobku występy w młodzieżowej reprezentacji Białorusi oraz wicemistrzostwo kraju. W przeszłości występował w następujących zespołach: Źmiena Mińsk, BATE Borysów, Tarpeda-MAZ Mińsk, FK Chimki, SKA Rostów oraz Dniapro Rohaczów.
W 2006 roku został umieszczony w jedenastce roku III ligi, przygotowanej przez Podlaski Związek Piłki Nożnej, jako najlepszy środkowy obrońca ligi.